# Архитектонско-грађевинско-геодетски факултет Универзитета у Бањој Луци
Архитектонско-грађевинско-геодетски факултет у Бањој Луци налази се у саставу Универзитета у Бањој Луци, једног од два државна универзитета у Републици Српској.
Декан Архитектонско-грађевинско-геодетског факултета је проф. др Саша Чворо.

## Историја
Архитектонско-грађевински факултет основан је у јесен 1996. када је и уписана прва генерација студената. Министарство за урбанизам, стамбено-комуналне дјелатности и грађевинарство Републике Српске је двије године раније, 1994, ангажовало радну групу да изради елаборат о оправданости оснивања, који је затим прихваћен од стране Универзитета у Бањој Луци и Владе Републике Српске.
Министар за образовање, науку и културу Републике Српске је формирао Комисију за оцјену испуњености услова за почетак рада Архитектонско-грађевинског факултета Универзитета у Бањој Луци. Извјештај Комисије је прихватио министар и Влада Републике Српске и упутила га Народној скупштини Републике Српске која на сједници 28. августа 1995. доноси Одлуку о оснивању Архитектонско-грађевинског факултета у Бањој Луци.
Влада Републике Српске је именовала Привремени савјет Архитектонско-грађевинског факултета који је конституисан 9. априла 1996, када је именован и први в. д. декана проф. др Владимир Лукић.

## Нова зграда факултета
2011. године започети су први кораци ка изградњи зграде Факултета, која је због недостатка средстава неколико година стајала недовршена и завршена је тек средином 2023. године. Факултет је до октобра 2023. године функционисао на двије локације - у згради Правног факултета и у згради Факултета физичког васпитања и спорта. Од октобра 2023, односно од академске 2023/2024. године настава се одвија у новој згради смјештеној у Универзитетском граду, у којој се налази и Шумарски факултет. 
Програм образовања остварује кроз четири студијска програма:
- Архитектура
- Грађевинарство
- Геодезија
- Дизајн ентеријера

## Галерија
- Поглед са главне алеје Универзитетског града
- Поглед од зграде Ректората